# Cratoptera atina
Cratoptera atina är en fjärilsart som beskrevs av Druce 1892. Cratoptera atina ingår i släktet Cratoptera och familjen mätare. Inga underarter finns listade i Catalogue of Life.